# Ruschia pulvinaris
Ruschia pulvinaris es una  especie de planta suculenta perteneciente a la familia de las aizoáceas. Es originaria de Sudáfrica

## Descripción
Es una pequeña planta suculenta perennifolia, con un tamaño de 7 cm de altura y flores de color violeta. Se encuentra a una altitud de  1200 - 1800 metros en Sudáfrica.